# Història de Sèrbia
La història de Sèrbia es pot considerar que comença amb el primer estat serbi, Raška, que va ser fundat al segle ix per la casa de Vlastimirović; es va desenvolupar dins del Regne i l'Imperi serbi sota la casa de Nemanjić. En l'època moderna Sèrbia ha estat un principat autònom (1817 - 1878), un principat i regne independent (1878 - 1918), part del Regne dels Serbis, Croats i Eslovens (1918 - 1941) (reanomenat a Regne de Iugoslàvia el 1929), un estat titella ocupat pels nazis (1941 - 1944), una república socialista dins la República Federal Socialista de Iugoslàvia (1945 - 1992), una república en la República Federal de Iugoslàvia (1992-2003), i una república en la Unió d'Estat de Sèrbia i Montenegro (2003-2006) abans que es proclamés la seva independència com la República de Sèrbia el 5 de juny de 2006.

## Prehistòria i antiguitat
El territori de l'actual Sèrbia va ser densament poblat durant el Neolític. Unes grans excavacions dutes a terme en el territori danubià, a Lepenski Vir i a Vinča, lloc proper a Belgrad, han revelat molta informació sobre els habitants de l'època, una població ja sedentària i amb una agricultura desenvolupada, i les seves relacions amb altres cultures mediterrànies. Durant l'edat dels metalls, els habitants d'aquest territori són identificats com a il·liris, tracis i celtes. A mitjans del mil·lenni I aC, els grecs van establir una sèrie de colònies al llarg de la costa adriàtica i tingueren contactes comercials a l'interior, vers el nord de Macedònia. Cap a l'any 10 dC, els romans havien conquerit tota la zona de l'actual Sèrbia i els seus territoris circumdants. El llarg període que hi foren presents va deixar com a llegat mines, ciutats i una bona xarxa de comunicacions terrestres, que després seria aprofitades per les poblacions eslaves procedents de les regions del nord.

## Període medieval

### Orígens
Segons John Fine Jr. i altres lingüistes les paraules «Sèrbia» i «serbi» no són d'origen eslau, sinó iranià, i es basen en els noms d'algunes tribus que havien existit antigament, com els Serbi-Serboi, dels quals es té constància pels grecs a la zona del riu Don al segle i, o els Sarban del Caucas del segle x. Això no vol dir que els serbis fossin iranians, sinó que, segons Fine, la classe dirigent sèrbia era d'origen iranià, membre d'alguna tribu que va lluitar i imposar el seu domini sobre els eslaus. En aquest sentit, tant aquests serbis, com també els croats, «originaris» devien ser pocs numèricament parlant, però potents a nivell militar, probablement guerrers a cavall que van vèncer fàcilment unes tribus eslaves desorganitzades que lluitaven a peu. Així van convertir-se en els nous senyors d'aquests pobles, els quals van donar un lideratge i una unitat als diferents grups. Al llarg del temps, els conqueridors es van acabar adaptant al seu nou poble i a la seva llengua i cultura, si bé, irònicament, el nom que designava la classe dirigent d'origen estranger acabà denominant aquest poble eslau. Probablement, aquest procés d'assimilació ja havia succeït més enllà dels Carpats, al lloc d'origen dels serbis abans de la seva arribada als Balcans. En tot cas, que els serbis originaris no haguessin estat eslaus no és un factor important, en tant que eren una minoria, van ser ràpidament assimilats i donaren pas a una societat clarament eslava.
Els pobles eslaus no arribarien a la regió fins al segle vi i VII; de fet, fins aleshores, durant el mil·lenni I dC, els eslaus havien estat un grup sense gaires diferències internes que habitaven el nord-est d'Europa. En tot cas, poca cosa més es coneix sobre el passat d'aquestes poblacions que s'instal·laren als Balcans. La principal font que hi ha per estudiar l'arribada i establiment dels serbis és l'obra Sobre l'administració de l'imperi de Constantí VII Porfirogèneta, i aquest esmenta que els serbis procedien d'un indret que ell anomena la Sèrbia Blanca, que limitava amb els francs, i la Croàcia Blanca, d'on venien també els croats. De fet, que existeixi una Sèrbia i una Croàcia Blanca serveix com a base de la seva explicació de l'origen iranià d'ambdues classes dirigents, en tant que en ser els eslaus un únic poble i no tenir diferències entre ells, no s'explicava l'existència de dos territoris separats al nord dels Carpats. Per tant, procedien d'una regió més enllà d'Hongria, és a dir, dels Carpats, situada entre Varsòvia i Kíev, i que a causa del moviment de diverses tribus de la zona, van travessar el Danubi a inicis del segle vi a la recerca de noves terres. Amb el mateix origen ètnic, les tres branques principals dels eslaus que es van establir als Balcans occidentals foren els serbis, els més nombrosos, els croats i els eslovens. Aquests eslaus es van dividir i dispersar en diversos grups, i al cap d'un segle estaven totalment establerts i havien modificat l'estructura ètnica de la regió. Els principals dos grups, serbis i croats, no tenien diferències ètniques, sinó que les seves distincions eren fruit de les vicissituds històriques de la regió, especialment en relació amb la religió. També s'atribueix la seva divisió a la seva ubicació diferenciada en l'Imperi Romà d'Occident i l'Imperi Romà d'Orient, la frontera dels quals estava precisament en aquesta regió, i que tindria efectes en l'àmbit politicoreligiós.

### Establiment
La història de l'assentament serbi també fou recollida per l'emperador Constantí VII a partir de les tradicions mantingudes pels mateixos serbis. Es van instal·lar al territori que avui és el centre de Sèrbia i zones de la costa dàlmata, mentre que els croats s'assentaren a la zona de l'actual Croàcia, part de Dalmàcia i oest de Bòsnia, que estava repartida entre serbis i croats. També es creu que van ocupar les regions properes a Dioclea o Duklja.
En aquest sentit, l'emperador romà d'Orient comenta l'arribada de dos germans, dels quals no se'n coneix el nom, amb la meitat de la població sèrbia i demanaren protecció a l'emperador Heracli, que també els utilitzà com a aliats militars, i segons Constantí, els ubicà en unes terres de la província de Tessalònica, en un lloc anomenat «Serblia». En tot cas, el porfirogèneta apunta que els donà nom basant-se en la paraula llatina servus, i Heracli declarà que els serbis eren esclaus de l'emperador romà. Més tard, els serbis van decidir abandonar el lloc i l'emperador va expulsar-los, però després d'haver creuat el Danubi, demanaren permís per tornar al governador romà d'Orient de Belgrad. Aquesta vegada se'ls donà les regions desertes de les valls i la conca sud del Danubi, entre els rius Bosna i Ibar. Van ocupar la regió coneguda com la Vella Sèrbia, el nord de Macedònia, Montenegro, bona part de Bòsnia, Hercegovina i Dalmàcia, aquesta darrera era l'única denominació geogràfica que aleshores existia. Com esmenta John Fine Jr., s'assentaren a la regió dels rius Lim i Piva, a la Pagània, Zahumlje, Trebinje i Konavli, que havien estat devastades pels àvars anys enrere, però de fet Constantí VII no esmenta en cap moment que els serbis s'enfrontessin a aquest poble, i en qualsevol cas Heracli volgué instal·lar de nou els serbis com a vassalls seus, restablint d'aquesta manera el poder imperial, almenys de forma fictícia, en aquesta regió. En aquesta ubicació, els serbis, com a eslaus, van tenir com a veïns búlgars, grecs i albanesos.
Les tribus, aleshores dividides entre si, tenien un cap anomenat župan, que podia arribar a obtenir el títol de veliki ('gran') župan, si aconseguia estendre el seu domini sobre altres districtes que feien frontera amb el seu territori. En qualsevol cas no era un estat únic ni unificat, les entitats polítiques embrionàries sèrbies anaren variant de nom i de forma al llarg del temps, establertes, això sí, als territoris abans esmentats. Poc es coneix d'aquests territoris, aproximadament hi ha constància d'unes vint denominacions: algunes en rebien el nom dels rius de la zona o de ciutats. No serà fins al segle ix que apareixen entitats polítiques més permanents com Zeta, al voltant de l'actual població albanesa de Shkodër i al sud de la costa adriàtica, i principalment Raška, al voltant de Ras, població pròxima a l'actual Novi Pazar.

### Pugna entre Bulgària i l'Imperi Romà d'Orient
A causa de la seva pròpia divisió, els serbis van estar entre el 650 i el 1196 dominats per forces estrangeres, per una banda l'Imperi Romà d'Orient, i de l'altra l'Imperi búlgar, poble arribat als Balcans que posteriorment esdevindria eslau. En tot cas, nominalment el seu sobirà era l'emperador romà d'Orient, el qual «garantia» la possessió de la terra que ocupaven. Aquesta sobirania era més efectiva quan els emperadors tenien prou força, tal com va ser el cas de Basili I, Basili II o Manuel Comnè. Al segle xi, l'emperador romà d'Orient vinculà als serbis a la seva autoritat amb l'atorgament de títols i la política matrimonial. Les terres dels serbis també es van convertir en un lloc de pas per a venecians i magiars, quan els seus governants van virar les seves ambicions de l'Adriàtic a les terres romanes d'Orient del corredor del Morava-Vadar. També quan hi havia un rei búlgar poderós, moltes terres de l'est i del sud ocupades pels serbis passaven al seu domini, tot i que els serbis mai
van reconèixer Bulgària com un autèntic estat, i aquesta tampoc ocupà mai les terres sèrbies completament. L'Imperi Romà d'Orient, per la seva banda, en termes generals no va tenir una gran autoritat, sinó que va haver-se de conformar amb les seves possessions a la costa adriàtica, especialment al tema de Dalmàcia, i la seva influència sobre els petits principats serbis costaners.
A causa dels conflictes militars amb els búlgars, es té constància per primera vegada de noms i fets d'alguns prínceps i cabdills serbis, com Viseslav, Radoslav i Prosigoj, que, segons la tradició, descendien del mateix home que havia conduït els serbis fins als Balcans. No obstant això, d'alguns se'n tenen unes poques dades i d'altres només els noms. A mitjan segle ix, les diferents tribus sèrbies existents s'havien unit sota la figura d'un knez o príncep anomenat Vlastimir, successor dels abans esmentats, i pel matrimoni d'una de les seves filles va aconseguir obtenir el domini sobre els territoris de Trebinje i Konavli. Durant el seu mandat, es veié forçat a enfrontar-se als búlgars per defensar el territori serbi, i durant tres anys, indeterminats entre el període de 836-852, va tenir èxit i en repel·lí els atacs. A la seva mort, l'estat quedà dividit entre els seus fills: Mutimir, Strojimir i Gojnik. Més que deixar-lo al primogènit, la divisió del regne entre els hereus no era estranya entre els eslaus. Tots tres van haver d'unir-se per enfrontar-se novament a l'amenaça búlgara del kan Borís I, que envià una expedició militar contra els serbis comandada pel seu fill Vladimir i un grup de boiars. Tanmateix, el búlgar va perdre, i tant Vladimir com una dotzena de boiars foren capturats. Això propicià un tractat de pau i l'establiment d'una aliança entre serbis i búlgars. Poc després, Mutimir es va fer amb el tron i exilià els seus germans a la cort búlgara. El fill de Gojnik, Pere, fugí a Croàcia. Mutimir governà els serbis fins a l'any 890 o 891, a la seva mort, el tron quedà per als seus fills, al capdavant dels quals hi havia Prvoslav. Però el seu regnat va durar menys d'un any: fou enderrocat per Pere després d'una batalla i va prendre el poder a Sèrbia. Prvoslav va fugir a Croàcia i poc després, el seu fill Zaharije va aparèixer a Constantinoble, on visqué durant molts anys. Pere es va enfrontar a intents d'enderrocament per part dels seus parents, que foren fallits i, finalment, Simeó de Bulgària va reconèixer el seu govern i va posar-lo sota la protecció búlgara. Això propicià un període de pau interna i externa per a Sèrbia entre 897 i 917, tot i que és possible que Pere no estigués totalment d'acord a ser subordinat del rei búlgar.
Mentre els romans d'Orient miraven els esdeveniments amb recels, Pere, a qui havien donat suport, va ser enderrocat pel candidat búlgar, Pavel. En resposta, l'imperi envià el 920 o 921 Zaharije, el fill de Prvoslav que vivia a Constantinoble, a Sèrbia. No va aconseguir arribar-hi mai, perquè fou capturat per Simeó i conduït a Bulgària. Després d'aquest intent fallit, els romans d'Orient van enviar emissaris a Pavel, amb qui van prodigar molts diners, i els búlgars començaren a adoctrinar Zaharije. Cal suposar que, per a Pavel, una Bulgària forta també era un perill, i aprofitant l'avinentesa que els búlgars estaven atacant Tràcia, concretament Adrianòpolis, Pavel es deixà conquerir per les tropes imperials i preparà un atac sorpresa sobre Bulgària mentre l'exèrcit búlgar estava ocupat en un altre indret. Tanmateix, Simeó va ser alertat i envià tropes amb Zaharije, i li va oferir el tron de Sèrbia si derrocava el seu cosí. La intervenció va reeixir i les forces de Zaharije obtingueren el control de Sèrbia, aproximadament el 921, 922 o 923. La situació no va durar gaire, Zaharije tenia una gran influència romana d'Orient i estava ressentit amb els búlgars per haver-lo capturat anys enrere, i decidí animar les altres tribus eslaves a rebel·lar-se contra Bulgària. Simeó hi va enviar tropes, però van ser derrotades. El 924 intentà de nou conquerir Sèrbia; les tropes, en companyia de Caslav, fill de Klonimir Strojimirovic, un pretendent al qual Bulgària havia donat suport en contra de Pere el 896, van atacar i saquejar bona part del territori serbi; això obligà a Zaharije a fugir a Croàcia. Simeó de Bulgària convocà els župans perquè prestessin homenatge a Časlav, però en arribar a la reunió tant el pretendent com els senyors locals van ser empresonats. Sèrbia quedà annexionada a l'Imperi búlgar, perquè Simeó no la considerava aliada de confiança.

### Raška i Zeta
El primer estat serbi unificat va aparèixer sota Caslav Klonimirovic a mitjan segle x a Rascia. No obstant això, la primera meitat del segle xi va veure la pujada de la família de Vojislavljevic de Zeta. Finalment, a mitjan segle xii predominà novament Rascia amb la dinastia de Nemanjić, que van portar Sèrbia a una edat d'or que va durar durant més de tres segles. En un dels pocs estats que no practicaven l'ordre feudal, els Nemanjić van aconseguir per al regne una reputació política, econòmica i cultural elevada a Europa, i van crear un estat balcànic potent.
Al Principat de Zeta, avui Montenegro, el papa coronà el rei Mihailo el 1077, i va concedir el títol d'arxidiòcesi a la ciutat de Bar (Montenegro), de manera que els serbis arribaren a tenir autonomia religiosa. El fill de Mihailo, Konstantin Bodin, va reclamar el tron el 1080, i hi governà fins a la seva mort, el 1101.

### Cristianització
Els serbis es van convertir al cristianisme per l'actuació de missioners romans d'Orient durant el segle ix.
La lluita entre catòlics i ortodoxos per convertir els eslaus pagans va
tenir com a conseqüència la conversió dels serbis a la fe ortodoxa. A
més, els missioners romans d'Orient Ciril i Metodi van aportar als serbis l'alfabet glagolític a la seva llengua, que fou utilitzat majoritàriament al nord i a l'oest de Sèrbia, més tard substituït pel ciríl·lic,
més adaptat als sons de les llengües eslaves i basat en caràcters
grecs; suposà grans beneficis per a l'alfabetització i el naixement
de l'alta cultura sèrbia. El vincle amb l'Església oriental, per l'arquebisbat búlgar d'Ohrid, al segle xi no va prevenir les influències occidentals de les terres costaneres irradiades de l'arquebisbat catòlic de Bar.

### Independència

#### Dinastia Nemanja
La història sèrbia com a territori independent comença el 1169 amb el regnat del príncep Esteve Nemanja, que va governar els territoris de Raška i Zeta fins a l'any 1196. Va tenir un gran poder militar i també construí monestirs famosos com el de Studenica i, durant el seu retir, el d'Khilandar, al mont Atos, a Grècia. Durant el seu regnat va conquerir els territoris serbis fronterers de Kosovo, Duklija a la costa, i també Hum, a Hercegovina. El seu cognom va donar nom a la dinastia que va continuar el seu llegat: els Nemanjić.
Així, doncs, després de lluitar pel tron amb els seus germans, Esteve Nemanja va prendre el poder el 1166 i començà a renovar l'estat a la regió de Raška. De vegades amb el patrocini de l'Imperi Romà d'Orient, i de vegades en contra, el veliki župan (literalment 'cap de família', equivalent a príncep) Esteve Nemanja amplià el seu estat conquerint territoris a l'est i el sud, annexionant el litoral i la regió de Zeta. Al costat de les seves tasques de govern, el veliki župan va dedicar esforços a la construcció de monestirs, com el de Djurdjevi Stupovi i el de Studenica a la regió de Raška, i el de Khilandar al mont Atos.
Esteve Nemanja va ser succeït pel seu segon fill Stefan, mentre que donà el govern de la regió de Zeta al seu primogènit, Vukan. El fill menor de Esteve Nemanja, Rastko, es va fer monjo i va prendre el nom de Sava; posà tots els seus esforços a estendre la religió entre la seva gent. Com que la cúria ja tenia ambicions per estendre la seva influència als Balcans, Stefan aprofità aquestes circumstàncies propícies per obtenir la seva corona del papa, i es convertí així en el primer rei serbi. A l'Imperi Romà d'Orient, el seu germà Sava aconseguí assegurar la posició autocèfala per a l'Església sèrbia, i va esdevenir el primer arquebisbe ortodox serbi. Així els serbis van adquirir dues formes d'independència: temporal i religiosa.

La generació següent de governadors serbis -els fills de Stefan Prvovencani- Radoslav, Vladislav i Uroš I, van marcar un període d'estancament de l'estructura de l'estat. Els tres reis foren més o menys dependents d'algun dels estats veïns: l'Imperi Romà d'Orient, Bulgària o Hongria.

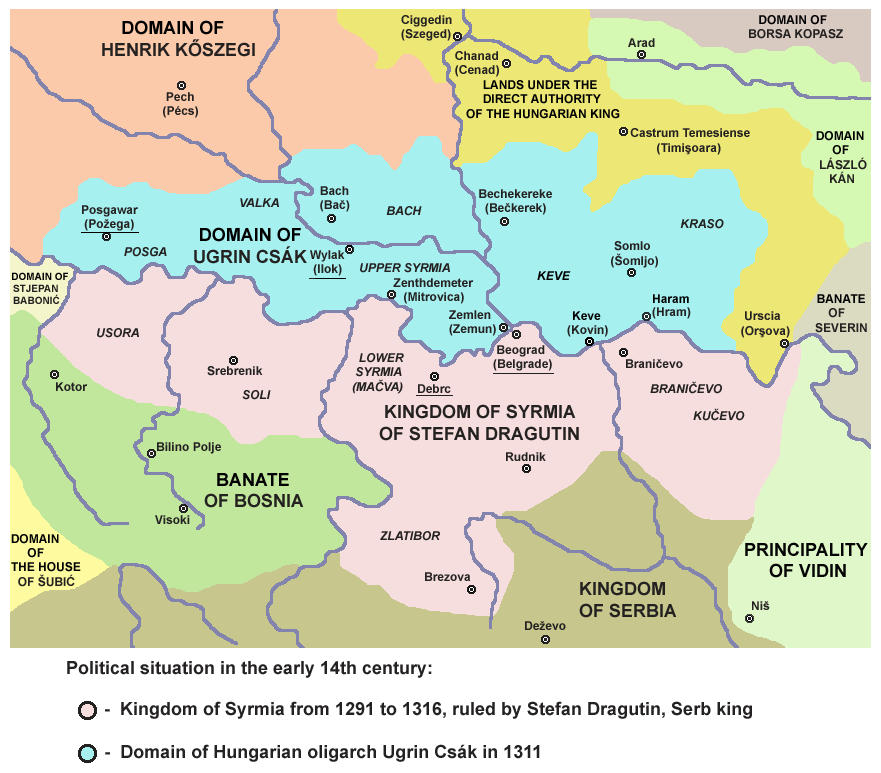
Regne de Śrem

 En els llaços amb els hongaresos va tenir un paper decisiu el fet que Stefan Uroš I (Uroš I) fos deposat i reemplaçat pel seu fill Stefan Dragutin: la seva esposa era una princesa hongaresa. Més tard quan Dragutin abdicà el 1282 en favor del seu germà més jove, Milutin, el rei hongarès Ladislau IV li donà terres situades al nord-est de Bòsnia, la regió de Mačva, i la ciutat de Belgrad, mentre ell aconseguia conquerir i annexar terres al nord-est de Sèrbia: així alguns d'aquests territoris van passar a ser part de l'estat serbi per primera vegada, encara que com a regne independent. S'anomenà el nou estat Regne de Śrem. En aquest temps el nom Śrem era una designació per a dos territoris: Śrem Alt (actual Śrem) i Śrem Baix (actual Mačva). El regne sota el govern de Stefan Dragutin era el Baix Śrem en realitat, però algunes fonts històriques diuen que Dragutin també governà el Śrem Alt i Eslavònia. Després que morís al 1316, el govern del nou Regne de Śrem va recaure en el seu fill, el rei Vladislav II, que va governar-hi fins al 1325.
Sota el govern del germà més jove de Dragutin, el rei Stefan Uros II Milutin, Sèrbia s'estabilitzà tot i haver de combatre de tant en tant en tres fronts diferents. Milutin s'inclinà per l'ús d'un expedient diplomàtic medieval: els matrimonis dinàstics. Es casà cinc vegades amb princeses hongareses, búlgares i romanes d'Orient. És també famós com a constructor d'esglésies, algunes de les quals són els exemples més brillants d'arquitectura sèrbia medieval: el monestir de Gracanica a Kosovo, el de Khilandar al mont Atos, l'església de Sant Arcàngel a Jerusalem, etc. A causa de les seves dotacions, el rei Milutin ha estat proclamat com sant tot i la seva vida tumultuosa. El succeí en el tron el seu fill Stefan Uroš III Dečanski. Després estengué el regne cap a l'est i guanyà la ciutat de Niš i els comtats circumdants, i cap al sud a Macedònia, Stefan Decanski seguí l'exemple del seu pare construint el monestir de Visoki Decani a Metòkhia, el major exemple d'arquitectura medieval sèrbia.

### Apogeu medieval serbi
Durant el mandat de l'emperador Esteve Dušan, anomenat Silni (poderós) l'Imperi serbi cobria gran part de Iugoslàvia i Grècia actuals. Dusan va enderrocar el seu pare amb l'ajut de la noblesa el 1331.
En els primers anys del seu regnat, lluità contra l'Imperi Romà d'Orient (1334), i la guerra continuà amb interrupcions fins a la seva mort, el 1355. Es va veure implicat dues vegades en conflictes amb els hongaresos, i els derrotà dues vegades. Va mantenir la pau amb els búlgars, casant-se amb Helena, la germana del seu emperador, Ivan Alexandre. Dusan explotà la guerra civil romana d'Orient, donant suport a Joan V Paleòleg mentre Ivan Alexandre ho feia a Joan VI aprofitant tots dos: Dusan va conquerir tots els territoris romans d'Orient dels Balcans occidentals fins a Kavala, a excepció del Peloponès i Tessalònica. Es proclamà el 1345 emperador (tsar) a Serres, i va ser coronat solemnement a Skopje el 16 abril del 1346 com a "emperador dels serbis, grecs, búlgars i albanesos" pel patriarca serbi Joanikie II, acabat de nomenar amb l'ajut del patriarca búlgar Simeó i l'arquebisbe d'Ohrid, Nicolau. Prèviament havia elevat l'Església ortodoxa sèrbia d'un arquebisbat autònom a un patriarcat, assumint-ne el control. Per aquests actes fou excomunicat pel patriarca ecumènic de Constantinoble.
El 1349 va aprovar el Dusanov Zakonik (Codi de Dusan), un èxit jurídic únic entre els estats europeus de l'època. L'emperador obrí rutes de comerç noves i va enfortir l'economia de l'estat. Sèrbia va esdevenir un dels estats més desenvolupats d'Europa, amb una cultura que cada cop despuntava més. Es van crear algunes de les grans obres d'art medieval durant aquest període, com el nomocànon de Sant Sava. L'emperador Stefan Dusan duplicà la mida del seu regne, prenent territoris al sud, sud-est i est a costa de l'Imperi Romà d'Orient. Va ser succeït pel seu fill Uroš, anomenat el Dèbil, un terme que es podria aplicar també a l'estat del regne, que sota el seu mandat lliscava lentament en el caos feudal. És un període marcat per l'aparició d'una nova amenaça: el soldanat turc otomà que s'estén d'Àsia a Europa i conquereix primer Constantinoble, i envaí els estats balcànics gradualment.

### Cultura i llengua
Al llarg del període medieval, Sèrbia va seguir models romans d'Orient en l'art i l'arquitectura (monestirs com el de Sopoćani). En el món literari, la tònica va ser la mateixa: els escrits dels primers serbis, que òbviament apareixen a partir de la seva conversió al cristianisme, tenen una gran connexió amb el món cultural romà d'Orient i, a més, responen a una temàtica, gairebé en exclusiva, religiosa, amb presència d'evangelis, saltiris, relats apòcrifs, menologis o calendaris religiosos, hagiografies, assaigs i sermons dels pares de l'Església. A final del segle xii van ser creats dos dels més importants treballs artístics del moment: l'Evangeli de Miroslav i l'Evangeli de Vukan, manuscrits il·luminats amb un contingut de textos bíblics decorats amb inicials i imatges pintades. Un altre tipus de producció eren els escrits mèdics, normalment importats, i la documentació oficial.
La llengua que utilitzaven aquests escrits inicialment no era
el serbi, sinó l'antic eslau eclesiàstic o eslavònic, una llengua
medieval que va jugar el mateix paper internacional a l'est europeu que el llatí a Occident. Al llarg de l'època medieval el dialecte serbi, l'ortodòxia oriental, així com el seguit de costums socials i
polítics serbis es van combinar per crear un sentit d'identitat i d'unitat que va distingir els serbis dels seus veïns. Aquests factors foren molt importants en aquest sentit, i no era, precisament, la puresa ètnica, tot i que els llaços de parentesc, sens dubte, serviren
de base per a les unitats polítiques i socials de l'època.

## Invasió turca
Dos poderosos barons serbis, els germans Uglješa i Vukasin Mrnjavcevic, van reunir un gran exèrcit per rebutjar els turcs. Van entrar en territori turc el 1371 per atacar l'enemic, però estaven massa confiats en ells mateixos: instal·lats en campaments a prop del riu Maritsa, a l'actual Turquia, començaren a celebrar la invasió. Durant la nit, les forces turques van atacar els ebris cavallers serbis i els dugueren al riu. Molts d'ells s'hi van ofegar, i l'exèrcit serbi va ser aniquilat.
Els serbis van guanyar els turcs en la batalla de Plocnik al 1386. En la batalla de Kosovo el 1389, les tropes comandades pel príncep Lazar, el governador regional més fort de Sèrbia en aquell moment, van matar el sultà turc Murad I, però van patir una derrota final que, segons llegendes poc creïbles, es degué a la traïció de Vuk Brankovic.
La batalla de Kosovo Polje definí el destí de Sèrbia, perquè després d'això no va tenir cap exèrcit capaç d'enfrontar-se als turcs. Va ser un període inestable, marcat pel regnat del fill de Lazar, el dèspota Stefan Lazarevic, un cavaller a l'estil de l'època, capitost i fins i tot poeta. Al costat del seu cosí Durad Brancovic (fill de Vuk Branković), que el va succeir, va traslladar la capital al nord, a la recentment construïda ciutat fortificada de Smederevo. Els turcs van continuar la seva conquesta fins que van prendre finalment tot territori de Sèrbia el 1459, quan Smederevo caigué en les seves mans, quedant com a únics territoris serbis lliures algunes zones de Bòsnia i del Principat de Zeta. Després de la caiguda del Regne de Bòsnia el 1496, l'Imperi Otomà va governar Sèrbia durant gairebé quatre segles.

## Sèrbia otomana

### Conquesta turca d'Hongria
A partir del segle xiv un nombre creixent de serbis començà a emigrar al nord a la regió avui coneguda com a Vojvodina, que estava sota el domini del Regne d'Hongria en aquest moment. Els reis hongaresos donaren suport a la immigració de serbis al regne, i en contractaren molts com a soldats i guàrdies de frontera. Per tant, la població sèrbia d'aquesta regió augmentà moltíssim. Durant la lluita entre l'Imperi Otomà i Hongria, aquesta població sèrbia intentà la restauració de l'estat serbi, però en la batalla de Mohacs, el 29 d'agost de 1526, la Turquia otomana destruí l'exèrcit del rei hongarès Lluís Jagelló, que va morir al camp de batalla. Després d'aquesta batalla el Regne d'Hongria deixa de ser un estat independent i gran part del seu anterior territori passa a formar part de l'Imperi Otomà. Poc després de la batalla de Mohács (1526), el líder dels mercenaris serbis a Hongria, Jovan Nenad, establí un regne a Bačka, al nord de Banat i una part petita de Śrem (aquestes tres regions són ara part de Vojvodina). Fou un estat independent efímer amb la ciutat de Subotica com a capital, on Jovan Nenad es va coronar a si mateix com a emperador serbi. Aprofitant-se de la situació militar i política summament confusa, els nobles hongaresos de la regió van unir forces contra ell i van derrotar les tropes sèrbies l'estiu de 1527. L'emperador va ser assassinat i el regne va desaparèixer.

### Guerres austroturques

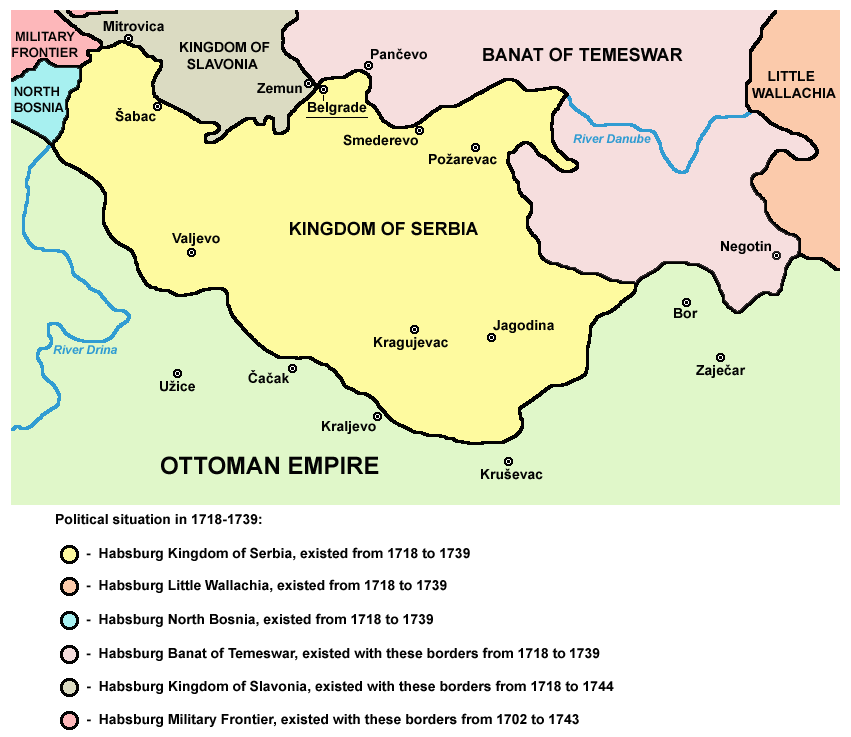
Mapa del Regne de Sèrbia entre 1718 i 1739

Les potències europees, l'arxiducat d'Àustria en particular, van combatre contra l'Imperi Otomà, confiant en l'ajuda dels serbis que vivien sota el domini turc. Durant la Guerra austroturca de 1593 - 1606, els serbis es van revoltar el 1594 a Banat, i el sultà Murad III se'n revenjà cremant les relíquies de sant Sava, l'objecte més sagrat per als serbis, respectat fins i tot pels musulmans d'origen serbi. Els serbis van crear un altre centre de resistència a Hercegovina, però, quan Turquia i Àustria van signar la pau, van abandonar a la venjança turca. Aquesta seqüència d'esdeveniments es feu comuna en els segles següents.
Durant la guerra entre l'Imperi Otomà i la Lliga santa creada amb el patrocini del papa (1683-1690), i que incloïa l'arxiducat d'Àustria, el Regne de Polònia i la República de Venècia, aquests van incitar els serbis a rebel·lar-se contra les autoritats turques i aviat les revoltes i les guerres de guerrilles es van estendre per tot arreu dels Balcans de l'oest: des de Montenegro i la costa dàlmata, fins a la conca del Danubi i la Vella Sèrbia (Macedònia, Raška, Kosovo i Metòkhia). Quan els austríacs van començar a sortir de Sèrbia, van convidar el poble serbi a venir al nord amb ells als territoris austríacs. Havent de triar entre la represàlia otomana i viure en un estat cristià, els serbis es van dirigir al nord liderats pel patriarca Arsenije Čarnojević.
Un altre episodi important en la història sèrbia es desenvolupà en ascendir l'arxiduc Carles al tron imperial entre 1716 i 1718, quan els territoris ètnics serbis situats des de Dalmàcia, Bòsnia i Hercegovina fins a Belgrad i la conca del Danubi, es van convertir en camp de batalla per a una nova Guerra austrootomana, llançada pel príncep Eugeni de Savoia, en què els serbis van prendre partit una altra vegada per Àustria. Amb la signatura d'un tractat de pau a Požarevac, els otomans perderen les seves possessions a la conca del Danubi, a més del nord de Sèrbia i el de Bòsnia, part de Dalmàcia i el Peloponès, les quals perdé en la Guerra de 1737-1739. L'última guerra austrootomana va ser l'anomenada Guerra de Dubica (1788 - 91), en què els austríacs requerien que els cristians es revoltessin a Bòsnia.
Els imperis austríac i turc no van tornar a combatre fins al segle xx, quan en caigueren tots dos.

## Sèrbia moderna

### Autonomia

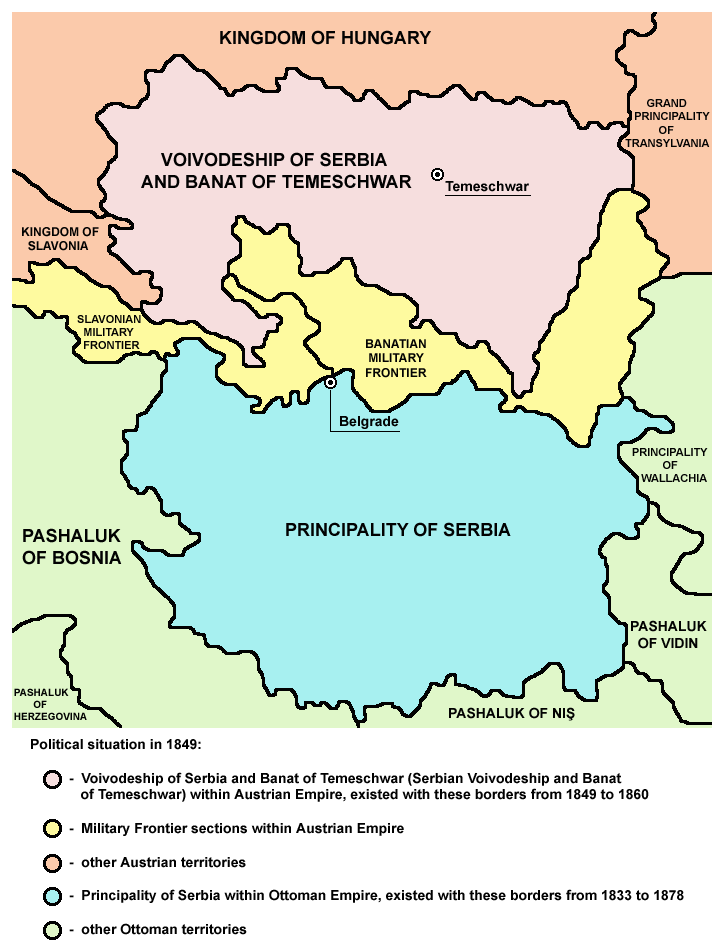
Dos territoris històrics anomenats Sèrbia. El Principat de Sèrbia dins de l'Imperi Otomà i el Voivodat de Sèrbia dins de l'Imperi Austríac

Sèrbia va guanyar la seva autonomia jurídica de l'Imperi Otomà al primer i segon aixecament del 1804 i 1815, tot i que els turcs van mantenir una guarnició a la capital, Belgrad, fins al 1867. Aquelles revolucions van reviure l'orgull nacional serbi, i els van donar esperança que el seu imperi podria fer-se realitat novament. El 1829 els turcs van donar la independència completa a Grècia, i a Sèrbia li va ser donada una autonomia, que la va fer semindependent.
Aprofitant les revolucions de 1848, els serbis de l'Imperi Austríac van proclamar la província autònoma sèrbia coneguda com a Vojvodina sèrbia. Per una decisió de l'emperador austríac, el novembre del 1849 es va transformar Vojvodina en la província de la corona austríaca coneguda com a Vojvodina de Sèrbia i Tamisa Banat (ducat de Sèrbia i Tamisa Banat). Contra la voluntat dels serbis, es va abolir la província el 1860, però els serbis de la regió van aconseguir una altra oportunitat per a les seves demandes polítiques el 1918. Avui aquesta regió és coneguda com a Voivodina.
La guerra renovada contra els turcs el 1877 al costat de Rússia portà la independència total per a Sèrbia i grans guanys territorials cap al sud-est, incloent Niš, que va esdevenir la segona ciutat més gran de Sèrbia (congrés de Berlín de 1878). Es proclamà el Regne serbi el 1882 sota el rei Milà I Obrenović. En aquest moment Sèrbia era un dels estats que tenia la seva pròpia dinastia al tron (a més de l'Imperi alemany, Itàlia, Gran Bretanya, i Àustria-Hongria). No obstant això, milions de serbis encara vivien fora de Sèrbia, en l'Imperi Austrohongarès (Bòsnia, Croàcia, Voivodina, Sandžak) i en l'Imperi Otomà (Sèrbia del sud, Kosovo, Macedònia).

### Regne de Sèrbia
El nou país, com la major part de les terres balcàniques, depenia econòmicament de l'agricultura, i tenia poca indústria o infraestructures modernes. La població total va assolir la xifra d'un milió a principis del segle xix, i 2,5 milions el 1900, quan Belgrad tenia 100.000 habitants, Niš 24.500 i mitja dotzena d'altres ciutats entre 10.000 i 15.000 cadascuna.
La política interna girava en gran part al voltant de la rivalitat dinàstica entre les famílies Obrenović i Karađorđević, descendents respectivament de Miloš Obrenović (reconegut com a príncep hereu el 1829) i Karađorđe Petrović, líder de la revolta de 1804 però mort el 1817, segons s'afirma per ordre de Miloš. Els Obrenović van dirigir l'estat emergent entre 1817 i 1842 i de nou entre 1858 i 1903, els Karadjordjevići entre 1842 i 1858 i després de 1903.

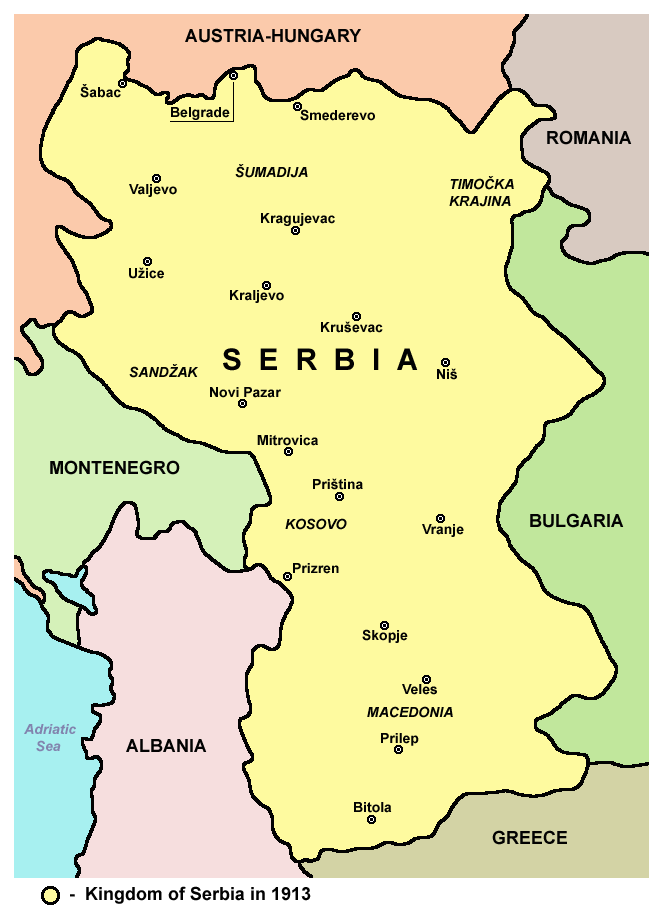
El Regne de Sèrbia, el 1913

El tema dinàstic es barrejà en part amb divisions diplomàtiques més àmplies que existien a Europa. Milan Obrenović va alinear la seva política exterior amb la del veí Imperi Austrohongarès a canvi del suport de la casa dels Habsburg per a la seva coronació com a rei. Els Karadjordjević es van inclinar més cap a Rússia, i n'aconseguiren el tron el juny de 1903 després d'un sagnant cop de mà donat per oficials de l'exèrcit hostils al domini dels Habsburg sobre els seus veïns eslaus del sud.
L'oposició sèrbia a l'annexió a l'Imperi Austrohongarès de Bòsnia i Hercegovina l'octubre de 1908 va portar una greu crisi europea: la pressió alemanya i austrohongaresa forçà Rússia per obligar Sèrbia (31 març 1909) a acceptar-ne l'annexió, però comprometent-se a defensar-la de qualsevol amenaça futura a la seva independència.
Seguint la independència de Bulgària (octubre de 1908) i un moviment reeixit per oficials de l'exèrcit grec (agost de 1909) per aconseguir un govern nacionalista, Sèrbia s'uní a aquests dos estats i la seva veïna Montenegro, poblada de serbis, per envair Macedònia l'octubre de 1912, reduint la Turquia europea a una petita regió al voltant de Constantinoble (Istanbul).
Bulgària fallà en l'intent posterior (juliol de 1913) d'aconseguir dels seus aliats el territori que li havien promès al principi (vegeu guerres dels Balcans), i a l'alarma dels Habsburg, perquè Sèrbia doblà el seu territori i s'afegí el ressentiment búlgar en haver estat denegada la seva part dels guanys territorials.

### Sèrbia en la Primera Guerra mundial

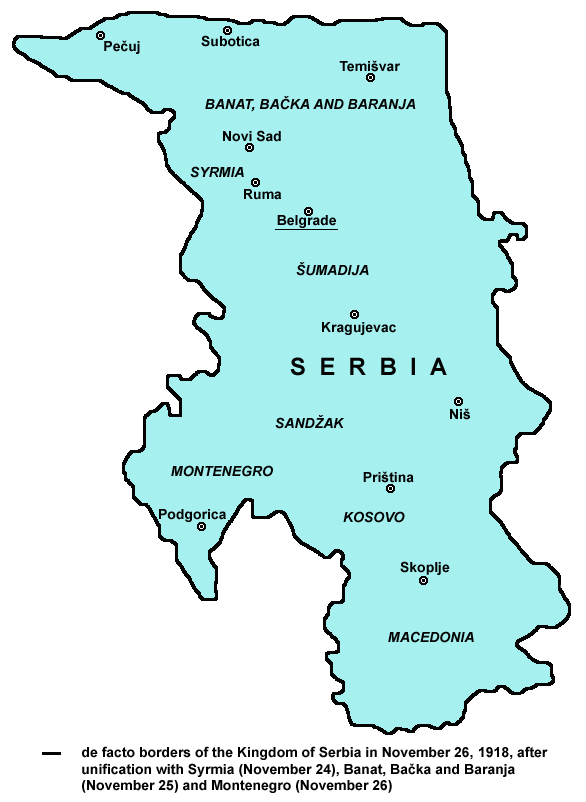
Fronteres del Regne de Sèrbia a partir del 26 de novembre de 1918

El 28 de juny de 1914, l'assassinat del príncep hereu austrohongarès, Francesc Ferran d'Àustria, i la seva dona, Sofia Chotek, a la capital bosniana, Sarajevo, va servir com un pretext per a la declaració de guerra austrohongaresa a Sèrbia, fet que marca el principi de la Primera Guerra Mundial, tot i l'acceptació del govern serbi (el 25 de juliol) de gairebé totes les demandes d'Àustria-Hongria.
L'exèrcit serbi va defensar el país i guanyà diverses batalles, però el van vèncer les forces dels imperis alemany, austrohongarès i de Bulgària, i van haver de retirar-se del territori nacional marxant a través de les muntanyes albaneses fins a la mar Adriàtica.
El 16 d'agost la Triple Entesa formada per França, Anglaterra i Rússia va prometre a Sèrbia els territoris de Śrem, Bačka, Baranja, l'est de Slavonia, Bòsnia i Hercegovina i Dalmàcia oriental com una recompensa després de la guerra: havent recuperat Corfú, l'exèrcit serbi va tornar al combat en el front de Tessalònica juntament amb altres forces de l'Entesa que formaven França, el Regne Unit, Rússia, Itàlia i els Estats Units. En la Primera Guerra mundial, Sèrbia va tenir 1.264.000 morts, un 28% de la població, que representava el 58% dels homes.

### Regne de Iugoslàvia

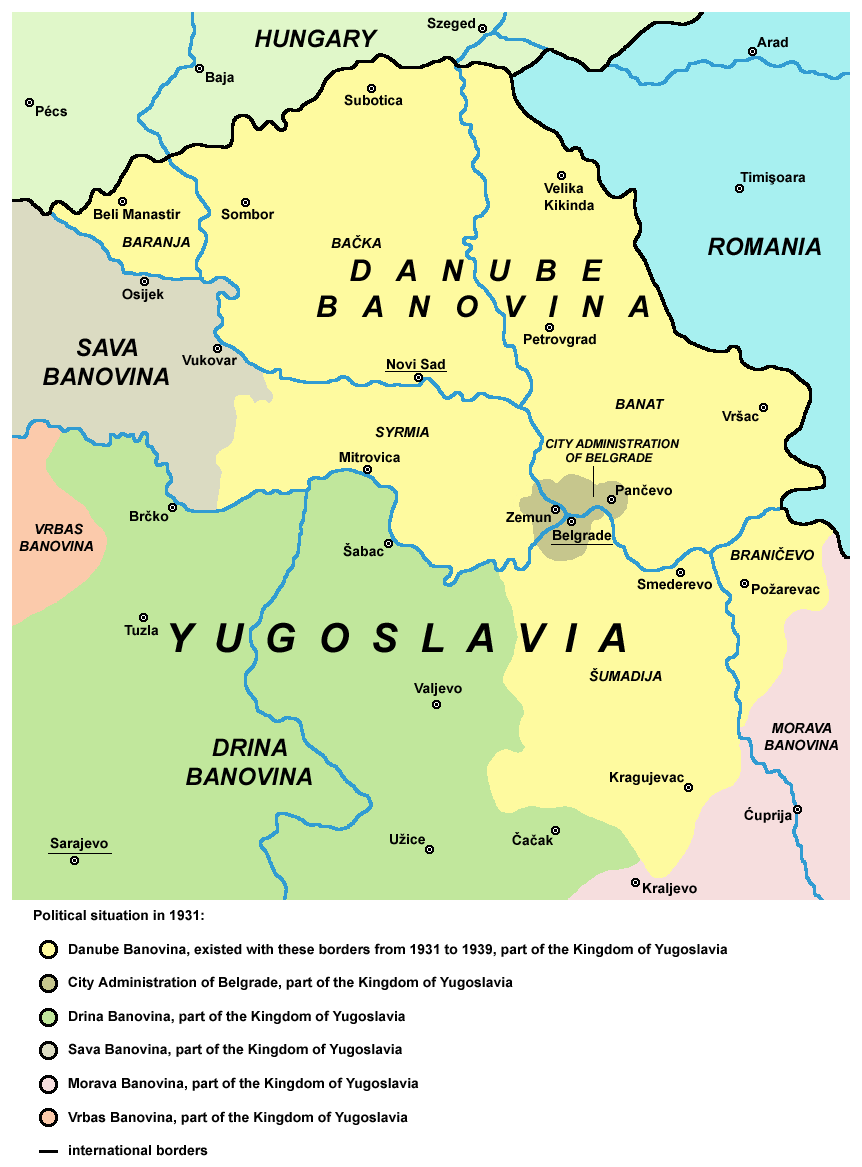
Voivodina

El 1918 va néixer el Regne dels Serbis, Croats i Eslovens, que onze anys més tard passaria a anomenar-se Iugoslàvia. Es tractava d'una monarquia constitucional federada, sota la dinastia d'origen serbi dels Karagjorgjevic. Montenegro es va sumar al nou estat el novembre de 1918, per resolució de la seva Assemblea Nacional. Aquesta primera Iugoslàvia va durar fins a la Segona Guerra Mundial, quan la va envair l'exèrcit nazi.

### Sèrbia en la República Federal Socialista de Iugoslàvia
El 1944 els alemanys van ser expulsats de Belgrad per les accions conjuntes dels exèrcits aliats i dels partisans conduïts pel dirigent comunista Josip Broz, Tito. El 29 de novembre de 1945, l'Assemblea Constituent nascuda d'unes eleccions en què els comunistes i els seus aliats del Front d'Unió Nacional van aconseguir el 80% dels vots, proclamà la República Popular Federal de Iugoslàvia, d'orientació socialista: havia nascut la segona Iugoslàvia. Sèrbia fou una de les seves repúbliques integrants i, al llarg de la seva història, n'esdevingué una de les més influents, i Belgrad la capital de tota Iugoslàvia.
Aquesta nova formació política tingué una vida de gairebé mig segle, i començà a desintegrar-se a la primeria dels anys noranta. El juny de 1991 Eslovènia i Croàcia es van declarar independents. Després van seguir les independències de Macedònia i de Bòsnia-Hercegovina. Aquestes ruptures van originar una guerra llampec a Eslovènia, i conflictes de més durada i amb major nombre de víctimes a Croàcia i Bòsnia.

### Sèrbia i Montenegro

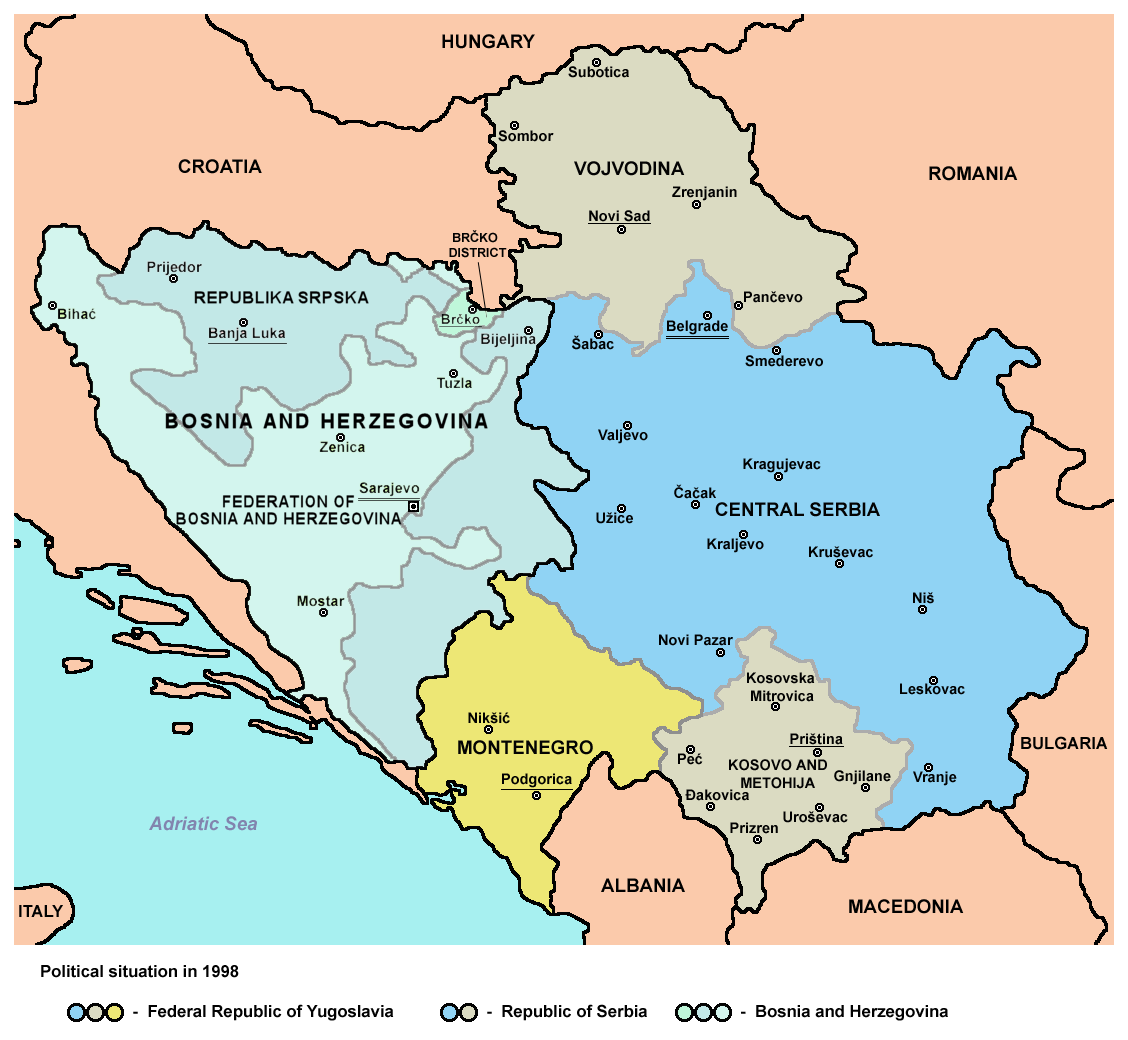
La República Federal de Iugoslàvia, i Bòsnia i Hercegovina el 1998

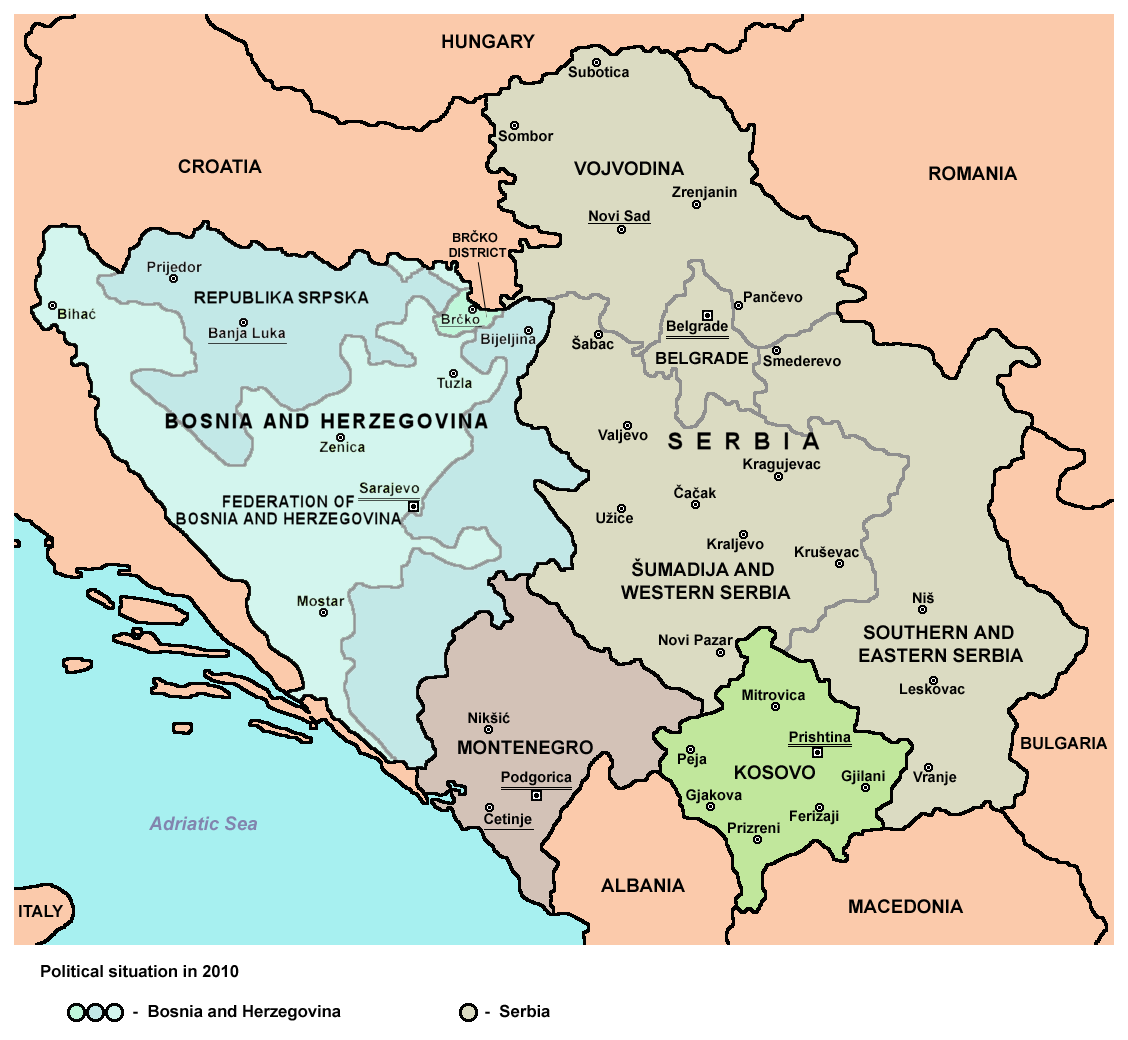
La zona dels Balcans, el 2010

En el desmembrament de la Iugoslàvia socialista, les repúbliques de Sèrbia i de Montenegro van decidir crear, el 27 d'abril de 1992, la República Federal de Iugoslàvia, o tercera Iugoslàvia, que va desaparèixer el 4 de febrer de 2003 i donà lloc a un nou estat anomenat Sèrbia i Montenegro.
El 21 de maig de 2006, Montenegro va votar per referèndum la seva independència, que es va fer efectiva el 3 de juny següent, per la qual cosa deixà d'existir l'estat anomenat Sèrbia i Montenegro. Sèrbia va deixar d'integrar qualsevol tipus de federació o unió.